# Geai buissonnier
Aphelocoma californica
Espèce
Répartition géographique
Statut de conservation UICN

 LC  : Préoccupation mineure
Le Geai buissonnier (Aphelocoma californica) (en anglais, western Scrub-jay) est une espèce de passereau de la famille des Corvidae.

## Description

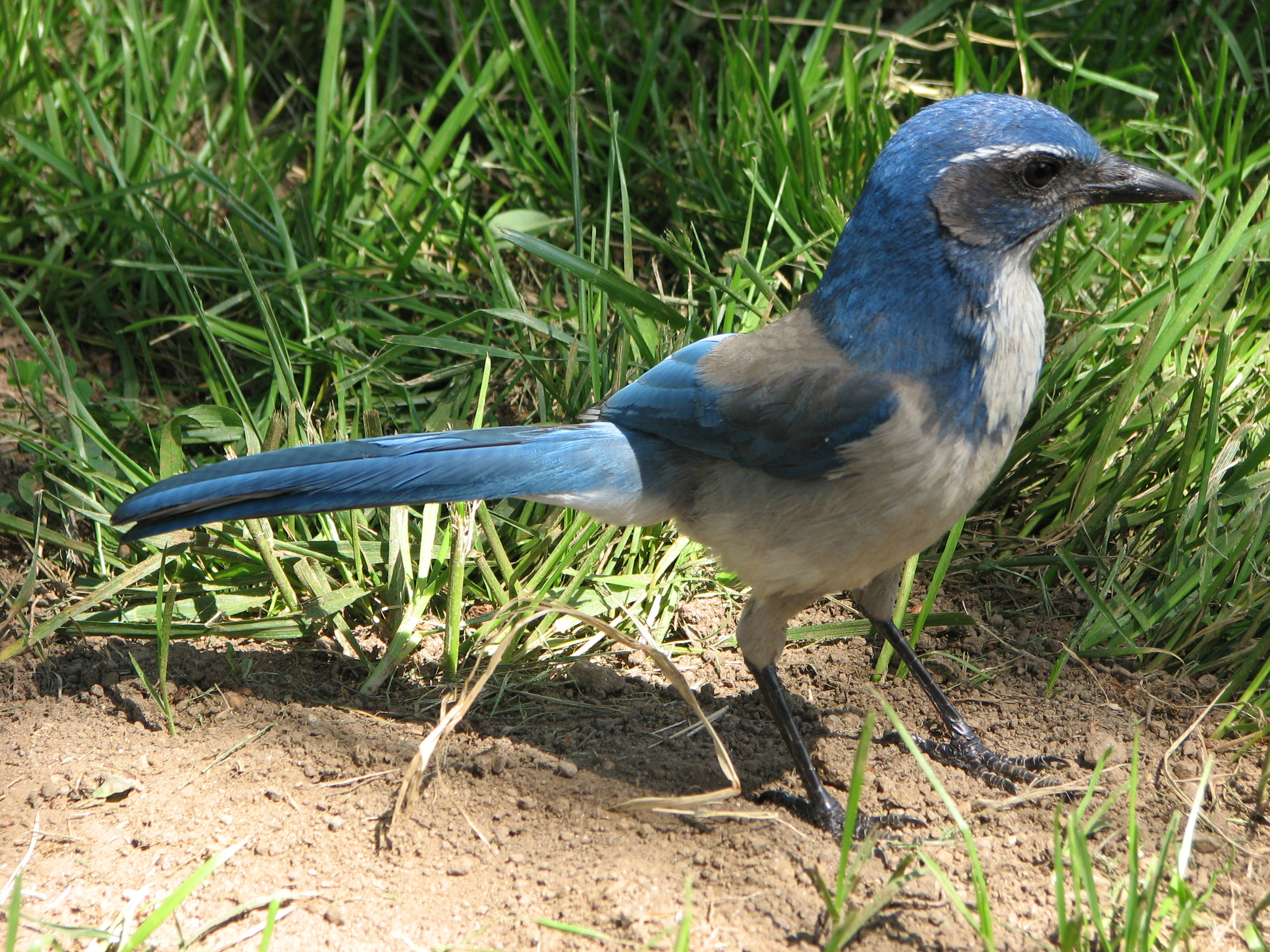
Geai buissonnier

On trouve ce corvidé dans les régions montagneuses d'Amérique du Nord.

## Sous-espèces
Selon la classification de référence du Congrès ornithologique international (15.1, 2025) il se répartit en sept sous-espèces :
- A. c. immanis Grinnell, 1901
- A. c. caurina Pitelka, 1951
- A. c. oocleptica Swarth, 1918
- A. c. californica (Vigors, 1839)
- A. c. cana Pitelka, 1951 — Eagle Mountain (en) (Joshua Tree National Park)
- A. c. obscura Anthony, 1889
- A. c. hypoleuca Ridgway, 1887

Peterson reconnait une autre sous-espèce :
- Aphelocoma californica cactophila (Curry et al., 2002)

La sous-espèce Aphelocoma californica woodhouseii est désormais considérée comme une espèce à part entière (Aphelocoma woodhouseii - Geai de Woodhouse). Ses sous-espèces étaient autrefois considérées comme des sous-espèces de Aphelocoma californica : Aphelocoma woodhouseii cyanotis, A. w. grisea, A. w. nevadae, A. w. texana et A. w. woodhouseii.